# Gliese 625
Gliese 625 (GJ 625 / HIP 80459 / G 202-48) es una estrella en la constelación de Draco visualmente situada 2,5º al noroeste de 16 y 17 Draconis.
Tiene magnitud aparente +10,17, por lo que no es observable a simple vista.
Se encuentra a 21,5 años luz del sistema solar; dentro de 220 000 años alcanzará su mínima separación respecto al sistema solar, que será algo inferior a 16 años luz.
La estrella conocida más cercana a Gliese 625 es Gliese 661, distante 4,27 años luz.
Gliese 625 es una enana roja de tipo espectral M2.0V.
Diversos estudios ofrecen cifras distintas para su temperatura superficial, entre 3350 y 3570 K.
Posee una luminosidad bolométrica —en todas las longitudes de onda— equivalente al 1,4 % de la que tiene el Sol.
Gira sobre sí misma con una velocidad de rotación proyectada igual o inferior a 3,4 km/s.
Muestra una metalicidad —abundancia relativa de elementos más pesados que el helio en una estrella— notablemente inferior a la solar ([Fe/H] = -0,44).
Tiene una masa de 0,35 masas solares y se piensa que es una estrella joven de 500 millones de años de edad.
Gliese 625 forma parte de la corriente de estrellas de la asociación estelar de la Osa Mayor, que incluye, entre otras estrellas, a DL Draconis, Ross 128 y EV Lacertae, estas dos últimas también enanas rojas.
GJ 625 b, es una nueva supertierra en la zona habitable a 21 años luz en Gliese 625.

## Sistema planetario
El 18 de mayo de 2017, un planeta que orbitaba AC 54 1646-56 fue detectado por el Buscador de Planetas por Velocidad Radial de Alta Precisión en el Hemisferio Norte. El planeta, AC 54 1646-56b (GJ 625b), orbita en el borde interno zona habitable circunestelar de su estrella.